# Movistar Team Women/Saison 2020
Dieser Artikel beschreibt die Mannschaft und die Siege des Radsportteams Movistar Team Women in der Saison 2020.

## Mannschaft
| Teamkader 2020    | Teamkader 2020   | Teamkader 2020 | Teamkader 2020                            |
| Name              | Geburtsdatum     | Land           | Vorheriges Team                           |
| ----------------- | ---------------- | -------------- | ----------------------------------------- |
| Katrine Aalerud   | 4. Dezember 1994 | Norwegen       | Virtu Cycling Women (2019)                |
| Aude Biannic      | 27. März 1991    | Frankreich     | FDJ-Nouvelle Aquitaine-Futuroscope (2017) |
| Jelena Erić       | 15. Januar 1996  | Serbien        | Alé Cipollini (2019)                      |
| Alicia González   | 27. Mai 1995     | Spanien        | Lointek (2017)                            |
| Barbara Guarischi | 10. Februar 1990 | Italien        | Virtu Cycling Women (2019)                |
| Sheyla Gutiérrez  | 1. Januar 1994   | Spanien        | Cylance (2018)                            |
| Eider Merino      | 2. August 1994   | Spanien        | Lointek (2017)                            |
| Lourdes Oyarbide  | 8. April 1994    | Spanien        | Bizkaia-Durango (2017)                    |
| Paula Patiño      | 29. März 1997    | Kolumbien      | World Cycling Centre (2018)               |
| Gloria Rodríguez  | 6. März 1992     | Spanien        | Lointek (2017)                            |
| Alba Teruel       | 17. August 1996  | Spanien        | Lointek (2017)                            |
|                   |                  |                |                                           |
| Quelle: UCI       |                  |                |                                           |

## Siege
| Siege    | Siege                                                    | Siege      | Siege  | Siege            | Siege |
| Datum    | Rennen                                                   | Staat      | Klasse | Siegerin         |       |
| -------- | -------------------------------------------------------- | ---------- | ------ | ---------------- | ----- |
| 25. Jul. | Norwegische Meisterschaften, Einzelzeitfahren der Frauen | Norwegen   | CN     | Katrine Aalerud  |       |
| 15. Aug. | La Périgord Ladies                                       | Frankreich | 1.2    | Sheyla Gutiérrez |       |